# 黑山诗人
黑山诗人（Black Mountain poets），有时也被称为投射主义诗人是20世纪中以北卡罗来纳州黑山学院为中心的一群前卫后现代主义诗人。

## 背景
虽然黑山学院只存在了23年（从1933至1956年），一共只招收了1200名学生，它是美国最著名的实验艺术教育和实践机构之一。在1960年代里它培养了众多前卫艺术家。它促进了視覺藝術、文学和表演艺术的教程。
其艺术教授包括安妮·亚伯斯和约瑟夫·亚伯斯、威廉·德·库宁、伊莲娜·德·库宁、巴克敏斯特·富勒、利奧尼·費寧格、弗朗兹·克林、沃爾特·格羅佩斯和罗伯特.马瑟威尔，学生包括约翰·张伯伦、肯尼斯·诺兰、罗伯特·劳森伯格、多萝西娅·若柯朋、鲁斯·阿萨瓦、斯坦·范德比克、肯尼斯·斯内尔森和赛·托姆布雷。
表演艺术的教师包括約翰·凱吉、摩斯·肯宁汉、卢·哈里森、罗杰·塞欣斯、戴维·图德和斯特凡·沃尔帕。
文学教师和学生包括罗伯特·克里利、埃德·多恩、罗伯特·邓肯、保罗·古德曼、弗朗辛·杜·普莱西克斯·格雷、查尔斯·奥尔森、阿瑟·佩恩和约翰·维纳斯。客座讲师包括阿尔伯特·爱因斯坦、克莱门特·格林伯格和威廉·卡洛斯·威廉斯。

## 投影主义诗
1950年查尔斯·奥尔森发表了他的文章《投影主义诗》。在这篇文章里他提出要“开放格式”的诗，诗的格式要即兴适应它的内容，而不应该像经典的诗那样格式是固定的。这个新格式的基础是行，每行组成一个呼吸和咏颂的单位。内容应该是“即时的感受和直接将来的感受”。这篇文章成为黑山诗人的宣言。

## 主要人物
除奥尔森外其他被划为黑山诗人主要成员的有拉里·艾格纳、罗伯特·邓肯、埃德·多恩、保罗·布莱克本、约翰·维纳斯、乔尔·奥本海默、丹妮斯·莱维托芙、乔纳森·威廉姆斯和罗伯特·克里利。
克里利1957年从旧金山来到后曾任职《黑山回顾》编辑两年。他在那里成为黑山诗人和垮掉的一代之间的联系人，他在《回顾》里发表了许多他们的作品。他们的作品被收集在唐纳德·艾伦的《美国新诗：1945-1960》也很关键：它使得黑山诗人世界著名。

## 遗产
除了他们与垮掉的一代的紧密联系外黑山诗人通过他们对语言派诗人的影响影响了美国诗的演化。他们对1960年代后英国文学的发展也很重要，比如蒲龄恩。
反建筑主义诗人年和异教徒祭司大卫·帕里受埃德·多恩的影响。

## 书籍
- Dawson, Fielding The Black Mountain Book. Croton Press, Ltd., NY 1970 Library of Congress Catalog Number: 70-135203
- Edith C. Blum Art Institute. 1987. The Black Mountain poets: the emergence of an American school of poetics, June 26-28, 1987. Annandale-on-Hudson, NY: Edith C. Blum Art Institute, Bard College.
- Harris, Mary Emma. The Arts at Black Mountain College. MIT Press, 2002. ISBN 0-262-58212-0
- Katz, Vincent (editor). Black Mountain College: Experiment in Art. MIT Press, 2003. ISBN 0-262-11279-5
- Dewey, Anne. "Beyond Maximums: The Construction of Public Voice in Black Mountain Poetry." Stanford U Press, 2007. ISBN 978-0804756471